# Département de León
Le département de León (en espagnol : Departamento de León) est un des 15 départements du Nicaragua. Il est étendu sur 5 107 km2 et a une population de 419 065 habitants (estimation 2019). Sa capitale est León.

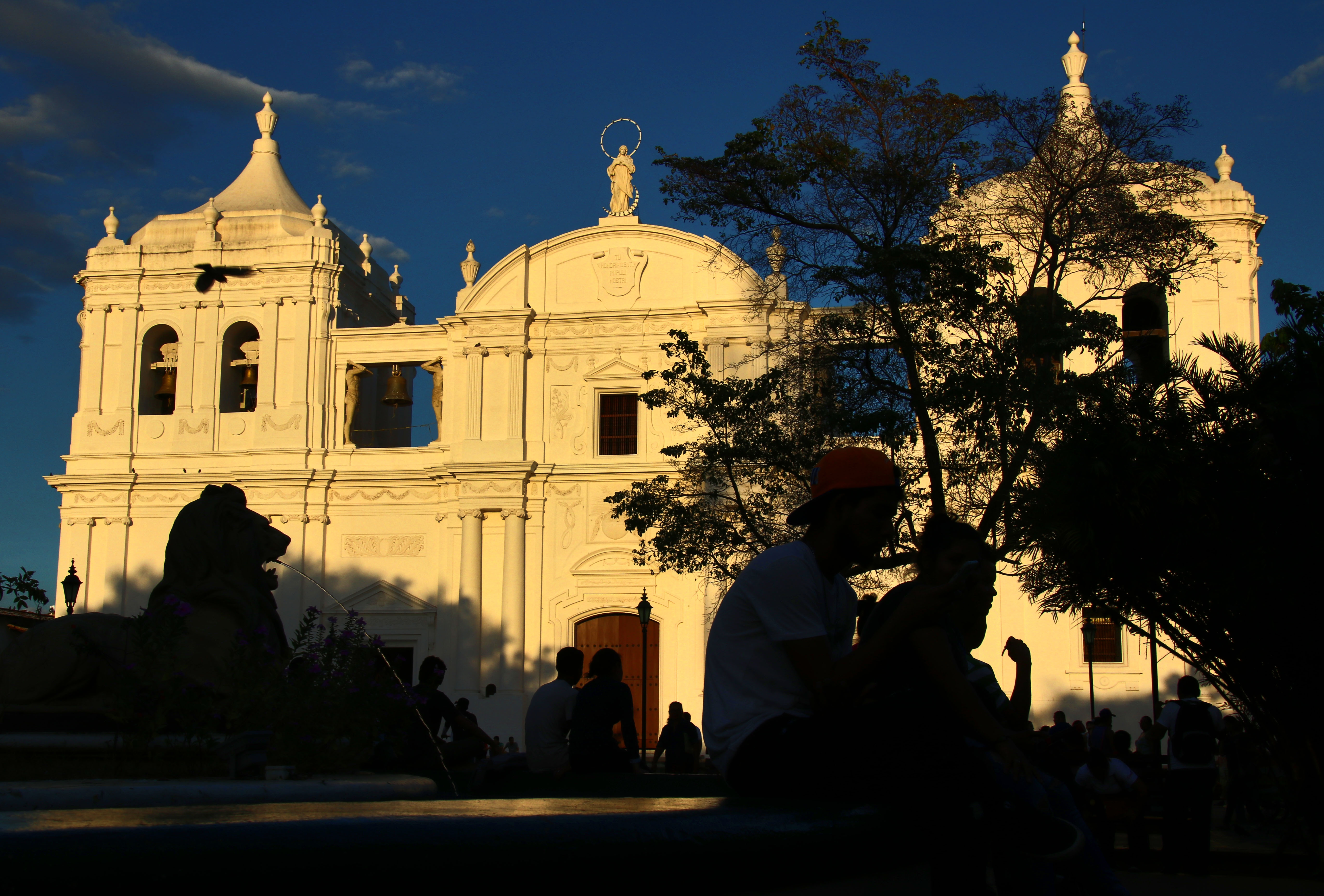

## Géographie
Le département dispose d'une façade maritime, du sud à l'ouest, sur l'océan Pacifique et, à l'est, d'une façade sur le lac de Managua.
Il est en outre limitrophe :
- au nord, du département d'Estelí ;
- au nord-est, du département de Matagalpa ;
- à l'est et au sud-est, du département de Managua ;
- à l'ouest, du département de Chinandega.

## Municipalités
Le département est subdivisé en 10 municipalités :
- El Jicaral ;
- El Sauce ;
- La Paz Centro ;
- Larreynaga-Malpaisillo ;
- León ;
- Nagarote ;
- Quezalguaque ;
- San José de Achuapa ;
- Santa Rosa del Peñón ;
- Telica.